# 브릴리아나 콘웨이 할리
브릴리아나 콘웨이 할리(Brilliana Conway Harley, 1598년~1643년 10월 29일)는 네덜란드 귀족 집안의 여식으로 출생한 영국 잉글랜드 귀부인이며 서간집 문필 작가(여성 편지 대서인, Women letter writers)이기도 하다.

## 생애
영국의 육군 군인 겸 정치가 로버트 할리 장군의 4번째 부인이기도 한 그녀는 로버트 할리 기사와 결혼하기 전에 부군 로버트 할리와 주고받으며 나눈 연애 편지를 1623년 결혼 이후 서간집으로 엮어 1641년에 출간하였지만 2년 후 1643년에 백혈병으로 인하여 향년 45세로 별세하였다.